# Grobschnitt
Grobschnitt è stato un gruppo rock, fondato in Germania nel 1970 e attivo fino al 1989. Lo stile della band subì diverse evoluzioni durante il passare degli anni, partendo dal rock psichedelico dei primi '70 per poi passare al rock progressive sinfonico e alla NDW fino al pop rock dei primi anni '80.

## Discografia

### Album principali
- Grobschnitt (1972)
- Ballermann (1974)
- Jumbo (1975)
- Jumbo (mit deutschen Texten) (1976)
- Rockpommel's Land (1977)
- Solar Music Live (1978)
- Merry-Go-Round (1979)
- Volle Molle (1980)
- Illegal (1981)
- Razzia (1982)
- Kinder und Narren (1984)
- Sonnentanz (1985)
- Fantasten (1987)
- Last Party Live (1990)
- Grobschnitt Live 2008 (2008)

Tutti commercializzati in Germania (o Germania Ovest), con la seguente eccezione:
- Rockpommel's Land (Canada, Bomb Records, 1978?)

### Singoli
- Sonnenflug / Der Clown (1976) ("Sun Flight" / "The Clown")
- Merry-Go-Round / Coke-Train (1978)
- Joker / Waldeslied (1980) ("Song of the Wood")
- Silent Movie / Raintime (1981)
- Wir wollen leben / Wir wollen sterben (1982) ("We Want to Live" / "We Want to Die")
- Wie der Wind / Geradeaus (1984) ("Like the Wind" / "Straight ahead")
- Fantasten (1987)
- Unser Himmel (1987) ("Our Heaven")

### Compilation
- Grobschnitt (1978)
- The International Story (2006)

### Archivi
- Die Grobschnitt Story 1 (1994)
- Die Grobschnitt Story 2 (1998)
- Die Grobschnitt Story 3: The History of Solar Music Vol. 1 (2001)
- Die Grobschnitt Story 3: The History of Solar Music Vol. 2 (2002)
- Die Grobschnitt Story 3: The History of Solar Music Vol. 3 (2002)
- Die Grobschnitt Story 3: The History of Solar Music Vol. 4 (2003)
- Die Grobschnitt Story 4: Illegal Tour 1981 Complete (2003)
- Die Grobschnitt Story 3: The History of Solar Music Vol. 5 (2004)
- Die Grobschnitt Story 5 (2004)
- Die Grobschnitt Story 6: Rockpommel's Land And Elsewhere... (2006)

### Silver Mint Series
"Silver Mint Series" è un set di registrazioni di concerti interi rimasterizzati e commercializzati da Eroc. Ogni concerto è stato pubblicato con cadenza di un cd per volta, tre ogni sei mesi, fino al 2009.
Le uscite confermate sono:
- Hagen 1971
- Plochingen 1976
- Bielefeld 1977
- Emden 1979
- Wesel 1979
- Donaueschingen 1981
- Osnabrück 1981
- Düsseldorf 1983